# بيج ماكفيرسون
بيج ماكفيرسون (بالإنجليزية: Paige McPherson) هي لاعبة تايكوندو أمريكية، ولدت في 1 أكتوبر 1990 في أبيلين في الولايات المتحدة.

## وصلات خارجية
- بيج ماكفيرسون على موقع TaekwondoData.com (الإنجليزية)
- بيج ماكفيرسون على موقع أوليمبيديا (الإنجليزية)
- بيج ماكفيرسون على موقع اللجنة الأولمبية والبارالمبية الأمريكية (الإنجليزية)